# أتالوس الثاني فيلادلفوس
أتالوس الثاني فيلادلفوس (Greek: Ἄτταλος Β΄ ὁ Φιλάδελφος, أتالوس الثاني فيلادلفوس، والتي تعني "أتالوس المحب لأخته"، 220–138 ق.م)  كان ملك بيرغامون ومؤسس المدينة التركية الحديثة أنطاليا.

## العائلة
كان الابن الثاني لـ أتالوس الأول سوتير (Attalus I) (المنقذ) والملكة أبلونيس من كيزيكوس, صعد العرش أولاً كحاكم مشترك إلى جانب أخيه المريض يومينس الثاني عام 160 ق.م، الذي تزوجت أرملته ستراتونيس من بيرغامون (Stratonice of Pergamon) في عام 158 ق.م بعد موت يومينس.